# Norbert Ortner
Norbert Ortner von Rodenstätt, född 10 augusti 1865 i Linz, död 1 mars 1935 i Salzburg, var en österrikisk läkare, som 1900 blev e.o. professor vid Wiens universitet, professor 1909 vid Innsbrucks universitet och 1912 i Wien samt direktor för andra medicinska kliniken där. Han skrev bland annat Spezielle Therapie innerer Krankheiten (1898; femte upplagan 1913).

## Biografi
Ortner var elev och efterträdare till Edmund von Neusser (1852–1912) vid Rudolfstiftungs sjukhus i Wien. Senare var han professor vid universiteten i Innsbruck och Wien.
År 1916 medverkade han i balsameringen av kejsaren Franz Joseph I:s kropp och förekommer också i det medicinska protokollet, som idag ingår i utställningarna på patologisk-anatomiska museet Wien. Det står: 
"Protokoll som skrevs den 23 november 1916 över balsameringen av kroppen av Hans majestät kejsaren Franz Josef I av den utförda läkaren i närvaro av de två bevittnande delaktiga läkarna. De två stora halsartärerna exponeras, kanyler integreras i desamma och sedan med formalin i koncentrerad form i huvudet å ena sidan injiceras i kroppen å andra sidan i mängden 5 liter. Slutligen sutureras de fasta halssåren."
Protokollet undertecknas av rättsläkaren och patologen Alexander Kolisko, den personliga läkaren till kejsaren Joseph Ritter von Kerzl och den dåvarande ordföranden för det andra medicinska universitetssjukhuset Norbert Ortner.

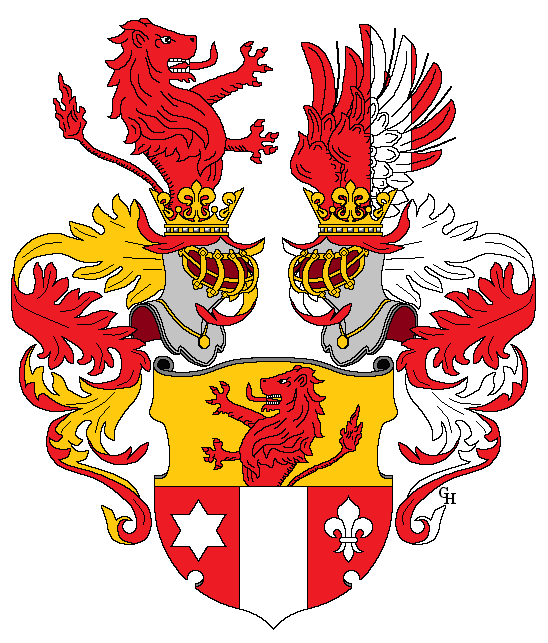
Vapensköld Ortner von Rodenstätt, 1916

Med ett handskrivet brev från kejsar Karl I daterat den 8 december 1916 upphöjdes Norbert Ortner till den ärftliga österrikiska riddaren med titeln "von Rodenstätt". Efter slutet av monarkin i Österrike-Ungern, beslutade det Tysk-Österrikiska parlamentet den 3 april 1919 att avskaffa adeln. Som ett resultat av denna lag som avskaffade adeln, förlorade Ortner också rätten att använda sin titel.
Efter sin pensionering som chef för den andra medicinska kliniken i Wien deltog han som medförfattare i Lexikon der gesamten Therapie.

## Vetenskapligt arbete
"Ortner syndrom I" beskriver en vänstersidig stämbandsförlamning orsakad av komprimering av Nervus laryngeus recurrens på grund av att kardiovaskulära förändringar som en utvidgning av vänster atrium. "Ortner syndrom II" är en synonym för den vanligare termen av abdominal angina (buksmärta).